# Tour d'Eure-et-Loir
Le Tour d'Eure-et-Loir est une course cycliste française disputée sur plusieurs étapes au mois de juin dans le département d'Eure-et-Loir (Centre-Val de Loire). Créée en 1949,, elle est organisée par l'association Loisirs Évasion Vélo et Sport. 
L'édition 2020 est annulée en raison de la pandémie de Covid-19.
L'édition 2025 au lieu du 13 au 15 juin 2025.

## Palmarès
| Année     | Vainqueur                | Deuxième              | Troisième              |
| --------- | ------------------------ | --------------------- | ---------------------- |
| 1949      | Georges Roux             | Pierre Charbonnel     | Michel Sandon          |
| 1950      | Roger Huet               | Georges Gautier       | Valentin Gerussi       |
| 1951      | Raymond Komor            | Bernard Potet         | Guy Lécuyer            |
| 1952      | Guy Langlois             | Paul Guyard           | Henri Renard           |
| 1953      | Jean Hemmerle            | Jean Cortinavis       | Gilbert Saulière       |
| 1954      | André Mézière            | Armand Finet          | Roland Bezamat (en)    |
| 1955      | Raymond Komor            | Antoine Frankowski    | Paul Sighirdjian       |
| 1956      | Marcel Danguillaume      | André Vagner          | Daniel Duchanoy        |
| 1957      | Jean Danguillaume        | Fernand Lamy          | Raymond Guilbert       |
| 1958      | Raymond Guitay           | Narcisse Carrara      | Jean Hoffmann          |
| 1959      | Henri Belena             | Alphonse Chiapolini   | Jacques Collado        |
| 1960      | Gérard Bauman            | Alphonse Chiapolini   | Valentin Modric        |
| 1961      | José María Errandonea    | Lucien Wasilewski     | Eugène Huet            |
| 1962      | Francis Bazire           | Jack André            | Alain Vera             |
| 1963      | Francis Bazire           | José María Errandonea | Jean-Pierre Magnien    |
| 1964      | Raymond Delisle          | Roger Milliot         | Francis Pamart         |
| 1965      | Jean-Pierre Livet        | Colin Lewis (en)      | Charly Grosskost       |
| 1966      | Jean Sadot               | Jacky Mourioux        | Pierre Croquison       |
| 1967      | Jean-Pierre Danguillaume | Gérard Besnard        | Michel Lainé           |
| 1968      | Christian Boulnois       | Gérard Demont         | Jacky Mourioux         |
| 1969-1971 | Pas de course            | Pas de course         | Pas de course          |
| 1972      | Michel Coroller          | Francis Quillon       | Richard Kindelberger   |
| 1973-1978 | Pas de course            | Pas de course         | Pas de course          |
| 1979      | Jean-Paul Loris          | Jean-Paul Romion      | Joël Mouquet           |
| 1980      | Guy Gallopin             | Patrick Derosier      | Jean-Paul Romion       |
| 1981      | Claude Marciaux          | Philippe Pesenti      | Jean-Luc Hamon         |
| 1982      | Berto Vaccari            | Yvan Frebert          | Thierry Claveyrolat    |
| 1983      | Jacky Buron              | Florent Maugé         | Patrick Lucas          |
| 1984      | Bernard Richard          | Patrick Pommeret      | Thierry Le Rall        |
| 1985      | Laurent Bezault          | Jean-François Morio   | Philippe Brenner       |
| 1986      | Jean-François Morio      | Jean-Pierre Duracka   | Claude Cherod          |
| 1987      | Laurent Bezault          | Jean-François Morio   | Pascal Lino            |
| 1988      | Fabrice Henry            | Christophe Paulvé     | Philippe Pitrou        |
| 1989      | Marc Peronin             | Laurent Brochard      | Yvon Ledanois          |
| 1990      | Fabrice Henry            | F. Prudhomme          | Jean-Michel Audren     |
| 1991      | Hervé Boussard           | Olivier Peyrieras     | Cédric Vasseur         |
| 1992      | Valère Fillon            | Fabrice Henry         | Jean-Michel Monin      |
| 1993-2001 | Pas de course            | Pas de course         | Pas de course          |
| 2002      | Rony Martias             | Arnaud Coyot          | Yohann Gène            |
| 2003      | Anthony Ravard           | Alexandre Naulleau    | Romain Feillu          |
| 2004      | Mathieu Claude           | Sébastien Minard      | Antoine Dalibard       |
| 2005      | Romain Feillu            | Julien Belgy          | Benoît Sinner          |
| 2006      | Benoît Daeninck          | Guillaume Le Floch    | Rein Taaramäe          |
| 2007      | Maxime Bouet             | Arnold Jeannesson     | Raphaël Lesage         |
| 2008      | Alex Meenhorst           | Fabien Taillefer      | Pierre-Luc Périchon    |
| 2009      | Mathieu Halléguen        | Armindo Fonseca       | Thomas Girard          |
| 2010      | Thomas Vaubourzeix       | Ramūnas Navardauskas  | Emmanuel Kéo           |
| 2011      | Mathieu Cloarec          | Emmanuel Kéo          | Mathieu Le Lavandier   |
| 2012      | Samuel Spokes            | Benoît Poitevin       | Thomas Sprengers       |
| 2013      | Benoît Poitevin          | Marc Fournier         | Romain Cardis          |
| 2014      | Benoît Sinner            | Jérémy Cornu          | Bruno Armirail         |
| 2015      | Romain Cardis            | Thomas Rostollan      | Benoît Cosnefroy       |
| 2016      | Paul Ourselin            | Fabien Doubey         | Aurélien Paret-Peintre |
| 2017-2018 | Pas de course            | Pas de course         | Pas de course          |
| 2019      | Luuc Bugter              | Maxime Urruty         | Sébastien Havot        |
| 2020      | Annulé                   | Annulé                | Annulé                 |
| 2021      | Paul Penhoët             | Kim Heiduk            | Maxime Jarnet          |
| 2022      | Samuel Leroux            | Valentin Tabellion    | Émilien Jeannière      |
| 2023      | Noa Isidore              | Jasper Dejaegher      | Valentin Tabellion     |
| 2024      | Antoine L'Hote           | Théo Delacroix        | Joris Delbove          |
| 2025      | Paul Picard              | Baptiste Gillet       | Edgard Berthelemy      |